# 布姆唐宗
布姆唐宗（宗喀語：བུམ་ཐང་རྫོང་ཁག）是不丹二十個宗之一，面積達2,992km2，人口約22,024人。布姆唐在宗喀語中意為「美麗的田園」，該宗內有很多古廟及聖地，歷史悠久。當地樹林多達670,652公頃，覆蓋率達66.7%。布姆唐宗盛產蕎麥、奶製品、蜂蜜及蘋果，當地出產的蘋果汁跟蜂蜜都很有名。
當地語言以布姆唐語為主，是藏緬語族分支，接近不丹國家語言宗喀語。操布姆唐語的人士能夠了解部分宗喀語，因為宗喀語來自布姆唐西部山谷。

## 行政區劃
布姆唐宗轄下有四個格窩：
- Chhume Gewog
- Chhoekhor Gewog
- Tang Gewog
- Ura Gewog

## 文化景點
布姆唐宗境內的文化歷史地點:
- 門巴錯（Membar Tsho），意思是「火燒湖」，藏有8世紀的仁波切聖像